# Bruza

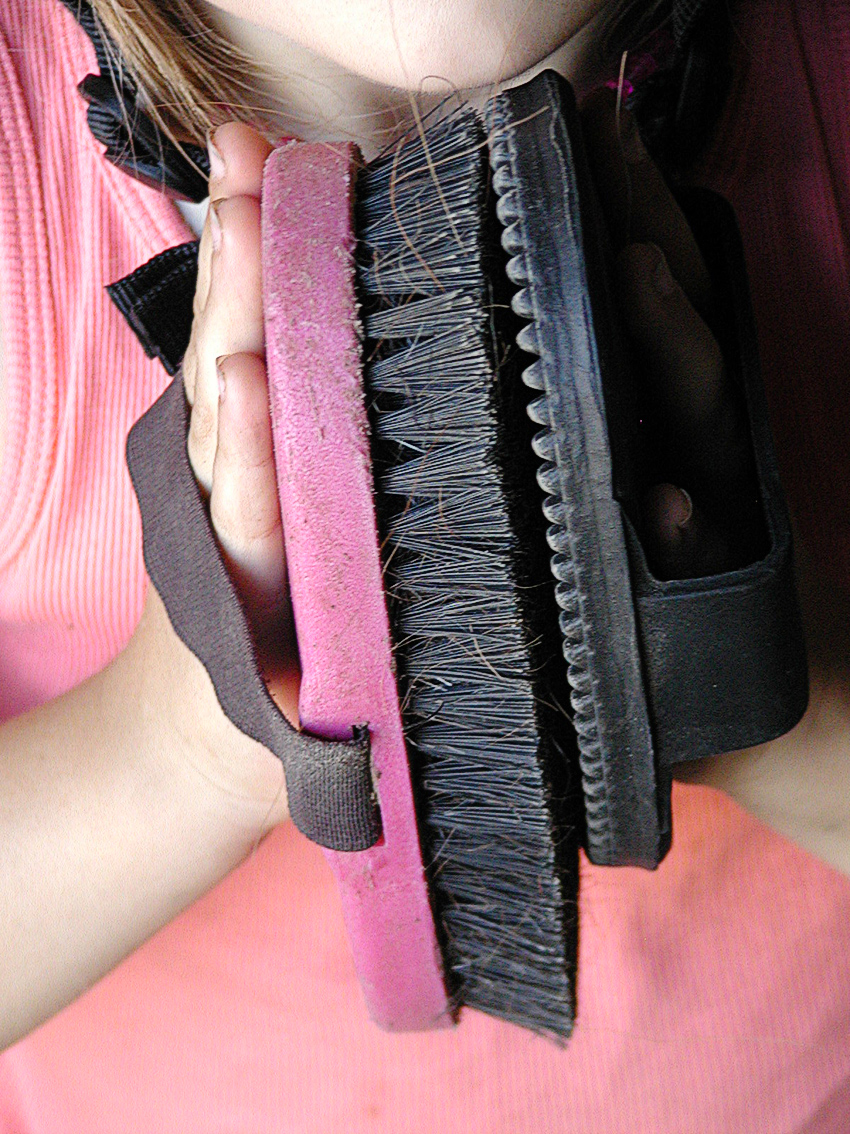
Bruza

Se llama bruza a una especie de cepillo que se utiliza para las caballerías. 
Se trata de un cepillo fuerte y áspero, redondo u ovalado con una abrazadera de correa en su tabla por donde se introduce la mano. Sirve para sacar el polvo y la caspa de la piel después de que se haya levantado con la rasqueta. Las hay de diferentes formas y dimensiones y la parte plana, que ha sido siempre de madera, se puede sustituir por suela, la cual se adhiere mejor a la mano y se introduce con más facilidad por las cavidades o huecos que forman las diversas regiones externas de los animales.
Con la bruza se cepilla a pelo y a contrapelo por todas partes, incluidas aquellas que no están indicadas para la rasqueta. Después de que la bruza se ha cargado de polvo, caspa, etc. se frota sobre las sierrecillas de la rasqueta para limpiarla, y esta última se sacude en un cuerpo duro y así sucesivamente se va ejecutando la operación.